# Belle Isle (parc)
Pour les articles homonymes, voir Belle-Île.
Belle Isle est une île de 3,9 km² dans la rivière Détroit aux États-Unis. Appartenant à la ville de Détroit, à laquelle elle est reliée par le pont MacArthur (en), elle est gérée par le département des ressources naturelles (DNR) de l'état du Michigan depuis 2013. Belle Isle est la troisième plus grande île de la rivière Détroit.
Aujourd'hui le parc accueille un club de yachts (en), le conservatoire Anna Scripps Whitcomb (en) (un jardin botanique), le musée Dossin des Grands Lacs, une station des Garde-côtes des États-Unis, le terrain de golf municipal, un parc zoologique (en), un aquarium (en), la James Scott Memorial Fountain (en) et une plage publique de 800 mètres de longueur - la seule plage de la ville de Détroit.

## Histoire

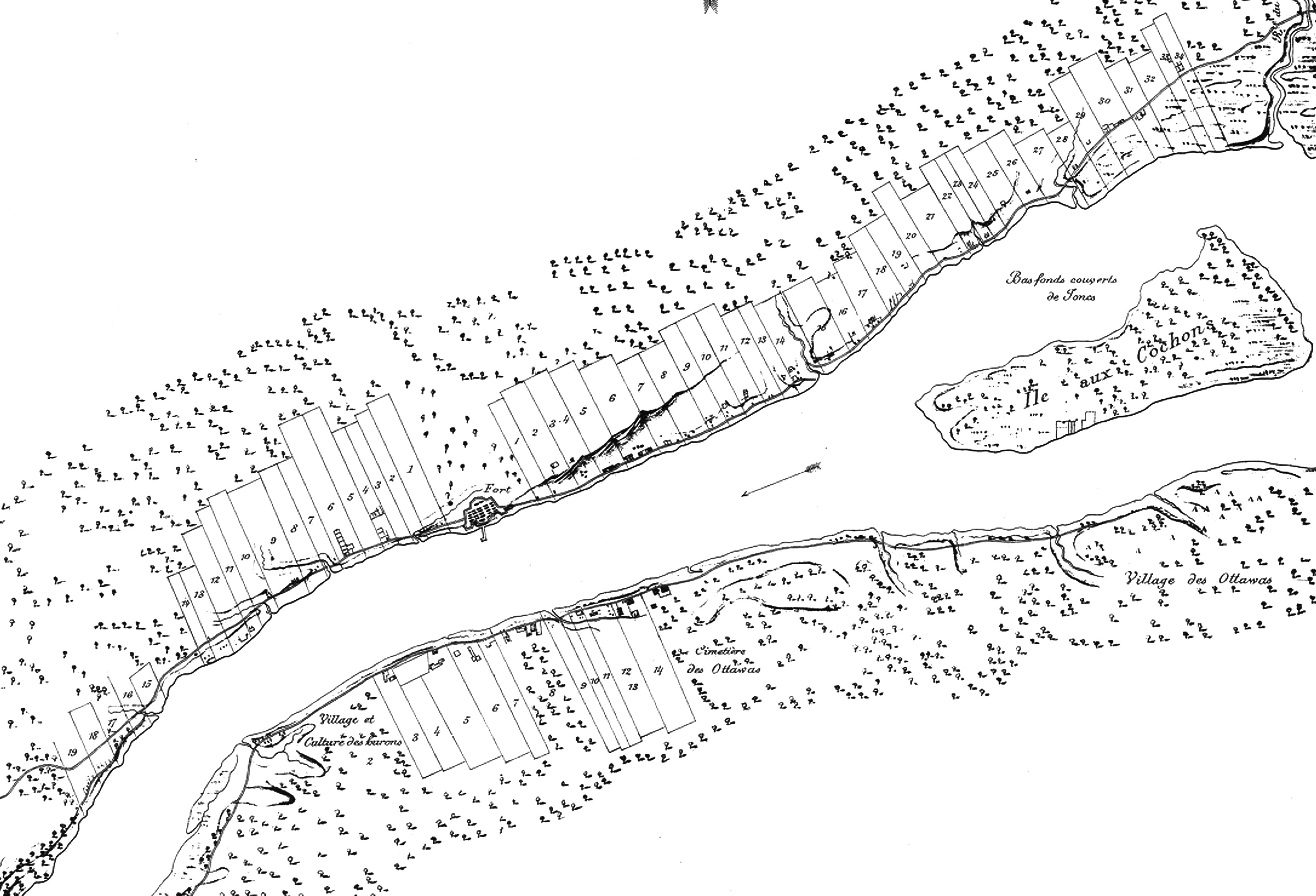
L'île aux cochons sur une carte de 1796

Au XVIIIe siècle, l'île était occupée par des colons français qui l'ont appelée Île aux Cochons. Elle fut également la propriété du général Alexander Macomb. Le 4 juillet 1845, un pique-nique historique eut lieu pour lui donner le nom de Belle Isle en l'honneur d'Isabelle Cass, fille du gouverneur de l'époque Lewis Cass.
Dans les années 1880, le célèbre architecte-paysagiste Frederick Law Olmsted conçut un aménagement pour l'île mais celui-ci ne fut que partiellement réalisé. Le casino de Belle Isle, datant de 1908, n'est pas un lieu de jeu de hasard mais est utilisé comme salle d'accueil pour des événements publics. Le conservatoire de Belle Isle et l'aquarium voisins furent conçus en 1904 par l'architecte Albert Khan, également connu pour Cadillac Place (en) et l'usine Ford de la rivière Rouge (en).

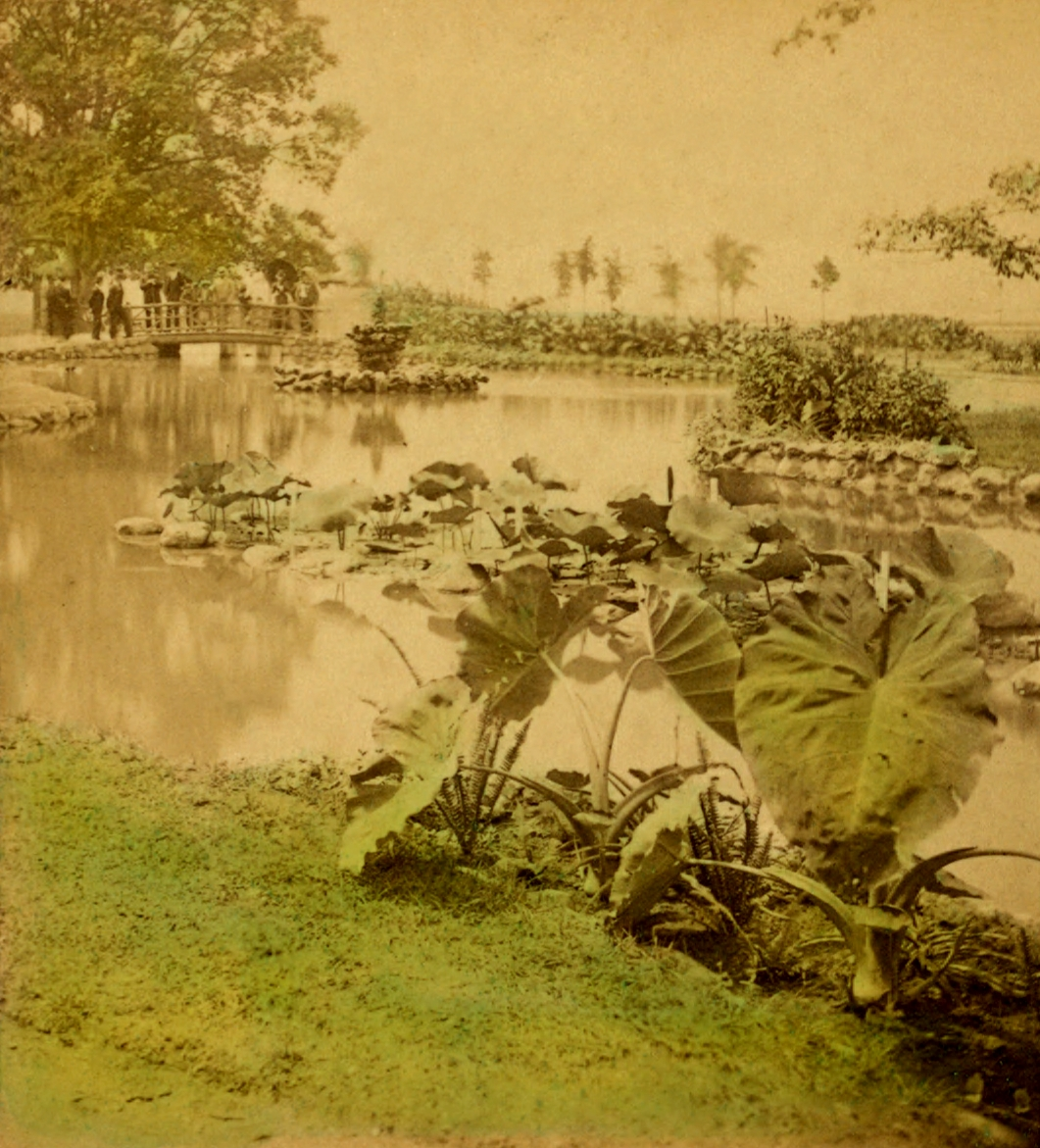
Plans d'eau intérieurs du parc tels qu'ils étaient à sa création

Une nuit de 1908, Byron Carter (en), fondateur de Cartercar, s'arrêta pour aider une automobiliste en panne. Quand il essaya de démarrer sa Cadillac, un retour de manivelle lui cassa la mâchoire. La blessure s'infecta en pneumonie et il finit par mourir des complications. La tragédie incita Henry Lelan, fondateur de Cadillac, à déclarer que « les Cadillac ne tueront plus aucun homme si nous pouvons l'éviter » et à embaucher Charles Kettering qui créa Delco Electronics et développa le premier démarreur électrique qui devient bientôt standard sur toutes les voitures.
La James Scott Memorial Fountain fut conçue par l'architecte Cass Gilbert, également connu pour le bâtiment de la Cour suprême. La William Livingstone Memorial Light, l'unique phare de marbre des États-Unis, est située à l'Est de l'île. Elle doit son nom au président de la Lakes Carriers Association qui a milité pour des améliorations de la navigabilité et de la sécurité pour le transport maritime sur les Grands Lacs,. L'île est également équipée d'un accueil nature, d'un sentier de promenade accessible en fauteuil roulant, de pontons de pêche, d'aires de jeu pour enfants, d'abris pour pique-nique, de terrains de tennis, de handball, de basket, de baseball et de cricket.
L'Île a servi de base d'opérations à l'armée américaine durant la Seconde Guerre mondiale pour une répétition d'invasion d'une île du Pacifique par la Navy et les Marines. L'île fut temporairement renommée Bella Jima et les habitants de Détroit purent assister à l’invasion d'une île, sans le bain de sang.
Le 20 juin 1943, une émeute (en) opposant des membres des populations noires et blanches éclata dans le parc de Belle Isle et continua pendant deux jours, jusqu'à ce que les forces fédérales ramènent le calme. Le bilan de ces émeutes fut lourd : 34 décès, 433 blessés et plus de 2 millions de dollars de dégâts.
L'île a un temps abrité une concession permettant de louer ou de stocker des canoës. Les utilisateurs s'arrêtaient souvent au Remick Band Shell voisin qui a accueilli des concerts de 1950 à 1980. Cette scène de plein air a remplacé une installation plus ancienne, et des améliorations ont été apportées pour le public et les artistes. Sa construction coûta 150 000 dollars. Son nom vient de Jerome H. Remick (en) résident de Détroit et propriétaire de la maison de disques la plus importante de l'époque.
Le Detroit Boat Club fut présent sur l'île de 1902 à 1996. À cette date l'ensemble des activités du club à l'exception de l'aviron déménagea, la marina et le bâtiment principal étant laissés à l'abandon. En 2015, un accord est trouvé avec le département des ressources naturelles du Michigan pour la réhabilitation du bâtiment,. Le golf a ouvert en 1922. Le bâtiment du Detroit Yacht Club date de 1923 et accueille toujours un club de voile privé ainsi que de la natation. La fontaine Scott fut achevée en 1925. L'Activities Building abritait un restaurant. Le pavillon Flynn, datant de 1949, a été conçu par Eero Saarinen et était utilisé pour y faire du patin à glace. Un ferry était en service depuis 1840, et assura la traversée jusqu'en 1957, bien que le pont eût été achevé en 1923. Un bâtiment de marché datant de 1863 fut déplacé du centre-ville vers l'île et converti en étable. Il fut ensuite démonté et entreposé à Greenfield Village dans les années 2000. Le siège du parc ainsi que la station de police se trouvent dans des bâtiments des années 1860.
Pendant plus de 50 ans, l'île a été le lieu de résidence d'un troupeau de daims européens introduits par l'homme, qui a prospéré jusqu'à compter plus de 300 animaux. Cependant, beaucoup sont morts lors d'une épidémie, et en 2004 les cerfs restants ont été déplacés au zoo de l'île. Le zoo pour enfants et l'aquarium ont fermé pour des raisons budgétaires.
En 2013, la ville de Détroit se déclara en faillite et un tuteur fut nommé par l'État du Michigan pour gérer les finances. Le Michigan proposa alors de prendre en charge Belle Isle et de la convertir en parc d'état. Le gouverneur Rick Snyder a signé un bail de 30 ans le 1er octobre 2013. Bien que le conseil de la ville ait rejeté cette offre mi-octobre, le conseil d'urgence de l'État a choisi cette option et donné 90 jours à partir du 1er décembre pour effectuer la transition. Depuis que l'île est un parc d'État, il est nécessaire d'acquitter un droit d’entrée ou de posséder un macaron annuel pour y pénétrer en voiture. L'accès à pied ou à vélo reste gratuit.
L'État a promis d'investir jusqu'à 20 millions de dollars dans l'amélioration du parc dans les 3 prochaines années. Belle Isle est officiellement devenu un parc de l'État du Michigan le 10 février 2014.
Le parc est l'une des extrémités du Iron Belle Trail (en) constitué de plusieurs chemins de randonnées et pistes cyclables à travers l'état.

## Événements

### Course automobile
En 1992, un circuit temporaire fut construit sur l'île pour des courses CART. L'île a accueilli 10 événements entre 1992 et 2001. Les courses ont repris en 2007 dans le cadre de l'Indicar et de l'ALMS.
Le 18 décembre 2008, la course prévue pour 2009 fut annulée, principalement en raison de la crise automobile (en) et de son impact sur la région de Détroit.
Le 20 septembre 2011 les organisateurs de la course ont obtenu l'accord de la municipalité pour utiliser une piste rénovée sur Belle Isle. Le 11 octobre il fut annoncé que la course revenait en 2012.

### Musique

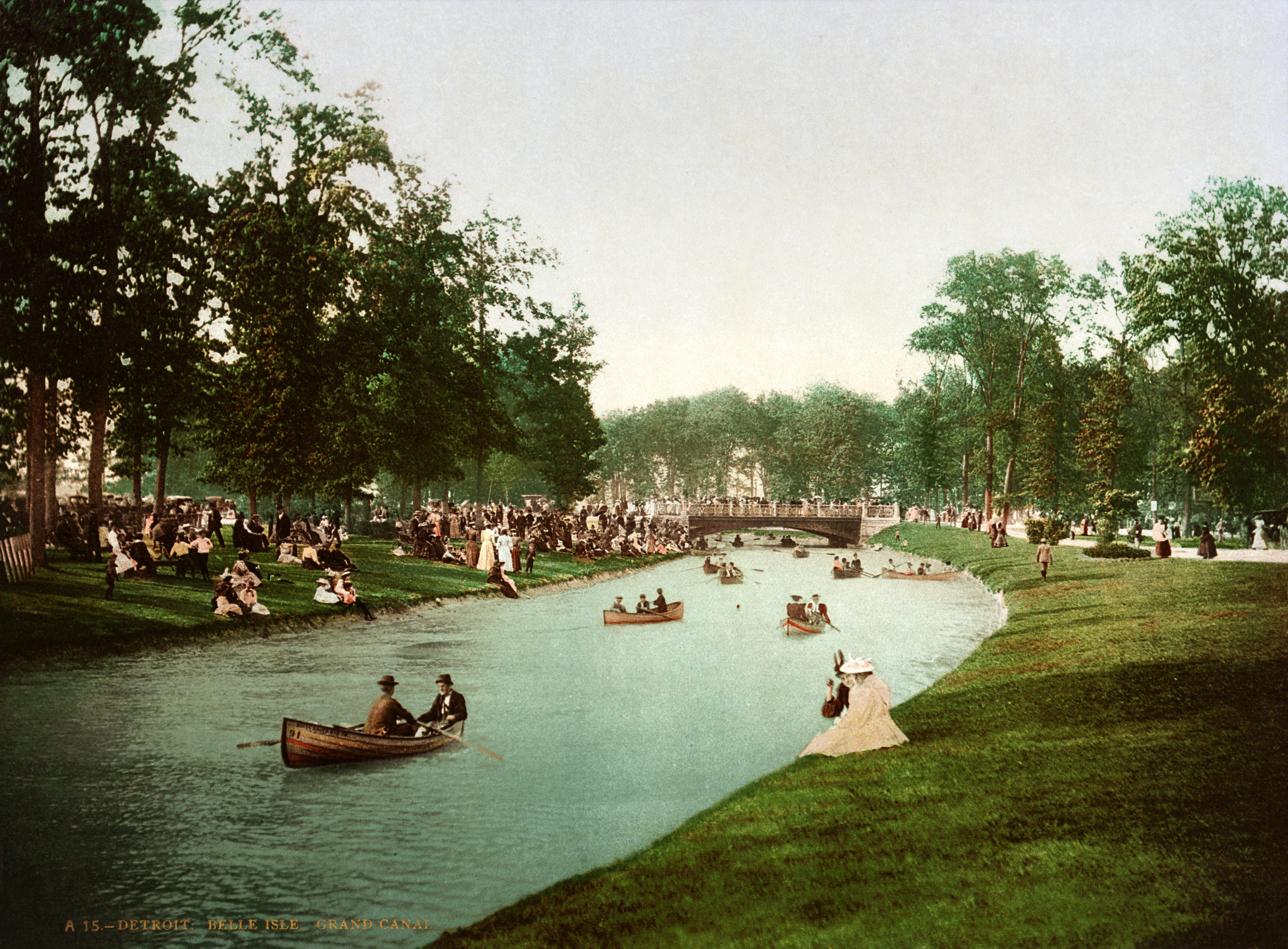
Navigation sur le Grand Canal dans les années 1900

L'édition 2013 du festival [Orion Music + More ] s'est tenue sur Belle Isle.

### Football
La Detroit Futbol League jouait sur Belle Isle mais a déménagé à Fort Wayne en raison de l'état du terrain.

## Attractions

### James Scott Memorial Fountain
La James Scott Memorial Fountain, conçue par l'architecte Cass Gilbert et le sculpteur Herbert Adams fut achevée en 1925 pour un coût de 500 000 dollars. La fontaine a une emprise de 160 mètres au sol et son jet peut monter à 38 mètres. Elle honore le controversé James SCott qui légua 200 000 dollars à la ville pour édifier une fontaine à sa mémoire.

### Aquarium de Belle Isle

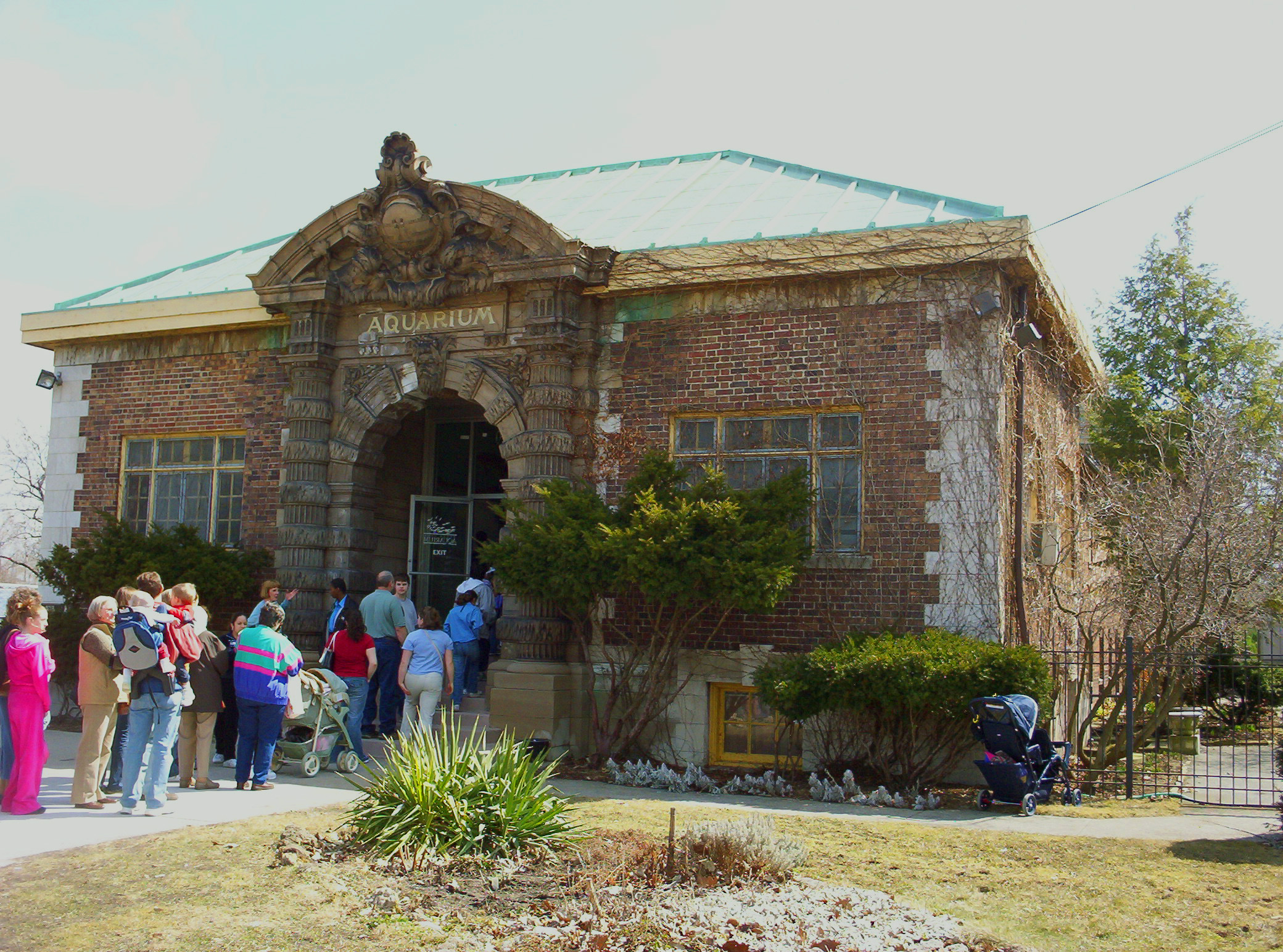
L'extérieur de l'aquarium

Conçu par l'architecte Albert Kahn, l'aquarium ouvrit le 18 août 1904 et était le plus vieil aquarium d'Amérique du Nord demeuré continûment en service jusqu'à sa fermeture le 3 avril 2005. Il était alors géré par la Detroit Zoological Society. Il a rouvert ses portes le 18 août 2012 et est maintenant géré par des volontaires. Le bâtiment historique de 930 m2 qui l'accueille comporte un plafond recouvert de verre vert pour donner une ambiance aquatique.

### Conservatoire Anna Scripps Whitcomb

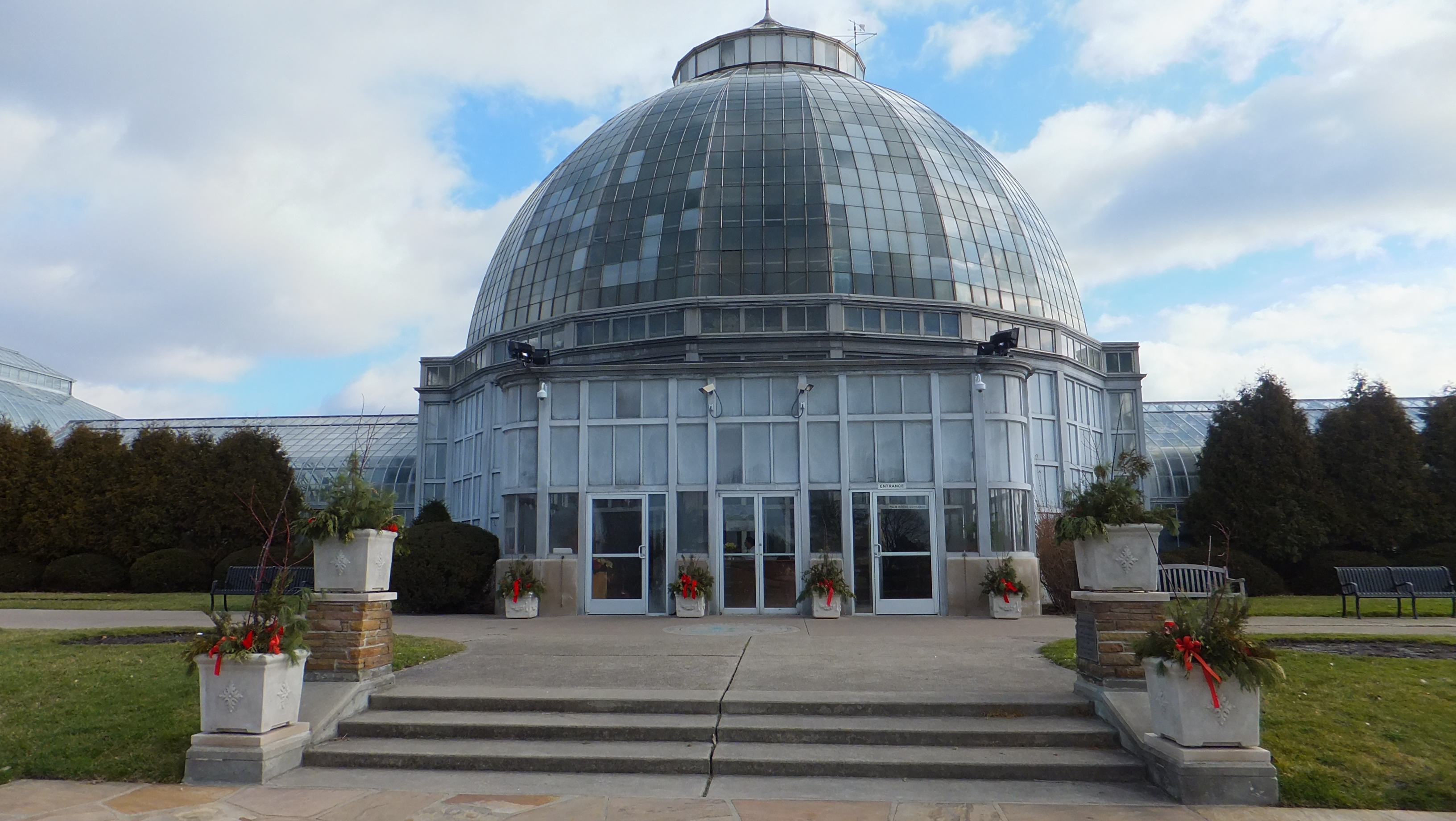
Le conservatoire de Belle Isle.

Le conservatoire Anna Scripps Whitcomb, communément appelé conservatoire de Belle Isle, ouvert en 1904, regroupe une serre et un jardin botanique sur une surface de 5,3 hectares. Il fut conçu par l'architecte Albert Kahn et reconstruit entre 1952 et 1954, des poutrelles en aluminium replaçant le bois d'origine. En 1953 il prit le nom de Anna Scripps Whitcomb qui légua sa collection de 600 orchidées à la ville. Grâce à ce don et aux donations ultérieures, le conservatoire possède l'une des plus grandes collections municipales d'orchidées aux États-Unis. Des orchidées rares sauvées des bombardements au Royaume-Uni durant la Seconde Guerre mondiale furent transportées au conservatoire. En raison de restrictions budgétaires et du manque d'entretien, la plupart des orchidées sont maintenant mortes.
On trouve également des jardins de vivaces, des massifs de fleurs annuelles, une roseraie et une mare aux nénuphars. Le conservatoire en lui-même s'étend sur plus d'un acre et est surmonté d'un dôme central de 26 mètres de haut. Il accueille une palmeraie dans le dôme, des plantes tropicales d'importance économique (bananes, oranges, café, canne à sucre et orchidées) dans l'aile sud et des collections de fougères, cactus et autres plantes succulentes dans l'aile nord. Une exposition continue de plantes en fleurs se tient dans la maison d'exposition, rénovée en 1980-81.

### Parc zoologique de Belle Isle
Le parc zoologique de Belle Isle, Belle Isle Nature Zoo (BINZ) en anglais, comprend environ 1,6 hectare de marécages. Toute l'année des activités éducatives, ludiques et environnementales sont organisées. Il est possible d'y nourrir les daims qui étaient autrefois en liberté sur l'île. Un projet est en cours pour recentrer le parc sur la vie sauvage du Michigan. Il est possible d'y voir des tortues du Michigan, des ruches et des araignées.

### Musée Dossin des Grands Lacs
Le musée Dossin des Grands Lacs est un musée maritime qui s'intéresse particulièrement au rôle de Détroit dans l'histoire maritime régionale et nationale. D'une surface de 1500 m2, il accueille une des plus grandes collections de bateaux miniatures au monde ainsi que l'ancre du légendaire SS Edmund Fitzgerald.